# Tour de France 1967
Il Tour de France 1967, cinquantaquattresima edizione della Grande Boucle, si svolse in ventidue tappe tra il 29 giugno e il 23 luglio 1967 su un percorso di complessivi 4 780 km. Fu vinto dal francese Roger Pingeon (per la prima volta sul podio della Grande Boucle), che concluse la corsa con il tempo di 136h53'50", davanti allo spagnolo Julio Jiménez e all'italiano Franco Balmamion.
Sia per Jiménez, sia per Balmamion, si trattò dell'unico podio della carriera nella grande corsa a tappe francese. 
La corsa vide il ritorno alla formula delle squadre non di club ma nazionali, abbandonata dopo l'edizione 1961.

## Tappe
| Tappa  | Data      | Percorso                                | km               | Vincitore di tappa    | Leader cl. generale   |
| ------ | --------- | --------------------------------------- | ---------------- | --------------------- | --------------------- |
| 1ª-1ª  | 29 giugno | Angers > Angers (cron. individuale)     | 5,775            | José María Errandonea | José María Errandonea |
| 1ª-2ª  | 30 giugno | Angers > Saint-Malo                     | 185,5            | Walter Godefroot      | José María Errandonea |
| 2ª     | 1º luglio | Saint-Malo > Caen                       | 180              | Willy Van Neste       | Willy Van Neste       |
| 3ª     | 2 luglio  | Caen > Amiens                           | 248              | Marino Basso          | Giancarlo Polidori    |
| 4ª     | 3 luglio  | Amiens > Roubaix                        | 191              | Guido Reybrouck       | Joseph Spruyt         |
| 5ª-1ª  | 4 luglio  | Roubaix > Jambes                        | 172              | Roger Pingeon         | Roger Pingeon         |
| 5ª-2ª  | 4 luglio  | Jambes > Jambes (cron. a squadre)       | 17               | Belgio                | Roger Pingeon         |
| 6ª     | 5 luglio  | Jambes > Metz                           | 238              | Herman Van Springel   | Roger Pingeon         |
| 7ª     | 6 luglio  | Metz > Strasburgo                       | 205,5            | Michael Wright        | Raymond Riotte        |
| 8ª     | 7 luglio  | Strasburgo > Ballon d'Alsace            | 215              | Lucien Aimar          | Roger Pingeon         |
|        | 8 luglio  | giorno di riposo                        | giorno di riposo | giorno di riposo      | giorno di riposo      |
| 9ª     | 9 luglio  | Belfort > Divonne-les-Bains             | 238,5            | Guido Reybrouck       | Roger Pingeon         |
| 10ª    | 10 luglio | Divonne-les-Bains > Briançon            | 243              | Felice Gimondi        | Roger Pingeon         |
| 11ª    | 11 luglio | Briançon > Digne-les-Bains              | 197              | José Samyn            | Roger Pingeon         |
| 12ª    | 12 luglio | Digne-les-Bains > Marsiglia             | 207,5            | Raymond Riotte        | Roger Pingeon         |
| 13ª    | 13 luglio | Marsiglia > Carpentras                  | 211,5            | Jan Janssen           | Roger Pingeon         |
| 14ª    | 14 luglio | Carpentras > Sète                       | 201,5            | Barry Hoban           | Roger Pingeon         |
|        | 15 luglio | giorno di riposo                        | giorno di riposo | giorno di riposo      | giorno di riposo      |
| 15ª    | 16 luglio | Sète > Tolosa                           | 230              | Rolf Wolfshohl        | Roger Pingeon         |
| 16ª    | 17 luglio | Tolosa > Luchon                         | 188              | Fernando Manzaneque   | Roger Pingeon         |
| 17ª    | 18 luglio | Luchon > Pau                            | 250              | Raymond Mastrotto     | Roger Pingeon         |
| 18ª    | 19 luglio | Pau > Bordeaux                          | 206,5            | Marino Basso          | Roger Pingeon         |
| 19ª    | 20 luglio | Bordeaux > Limoges                      | 217              | Jean Stablinski       | Roger Pingeon         |
| 20ª    | 21 luglio | Limoges > Puy de Dôme                   | 222              | Felice Gimondi        | Roger Pingeon         |
| 21ª    | 22 luglio | Clermont-Ferrand > Fontainebleau        | 359              | Paul Lemeteyer        | Roger Pingeon         |
| 22ª-1ª | 23 luglio | Fontainebleau > Versailles              | 104              | René Binggeli         | Roger Pingeon         |
| 22ª-2ª | 23 luglio | Versailles > Parigi (cron. individuale) | 46,6             | Raymond Poulidor      | Roger Pingeon         |
| Totale | Totale    | Totale                                  | 4 780            |                       |                       |

## Squadre e corridori partecipanti
| N.    | Cod. | Squadra        |
| ----- | ---- | -------------- |
| 1-10  | FRA  | Francia        |
| 11-20 | FRG  | Germania Ovest |
| 21-30 | BEL  | Belgio         |
| 31-40 | ESP  | Spagna         |
| 41-50 | GBR  | Regno Unito    |
| 51-60 | ITA  | Italia         |
| 61-70 | NLD  | Paesi Bassi    |

| N.      | Cod.    | Squadra               |
| ------- | ------- | --------------------- |
| 71-80   | CHE/LUX | Svizzera/ Lussemburgo |
| 81-90   | DBL     | Diables Rouges        |
| 91-100  | ESZ     | Esparanza             |
| 101-110 | PRI     | Primavera             |
| 111-120 | BLE     | Bleuets de France     |
| 121-130 | COQ     | Cocqs de France       |

## Resoconto degli eventi

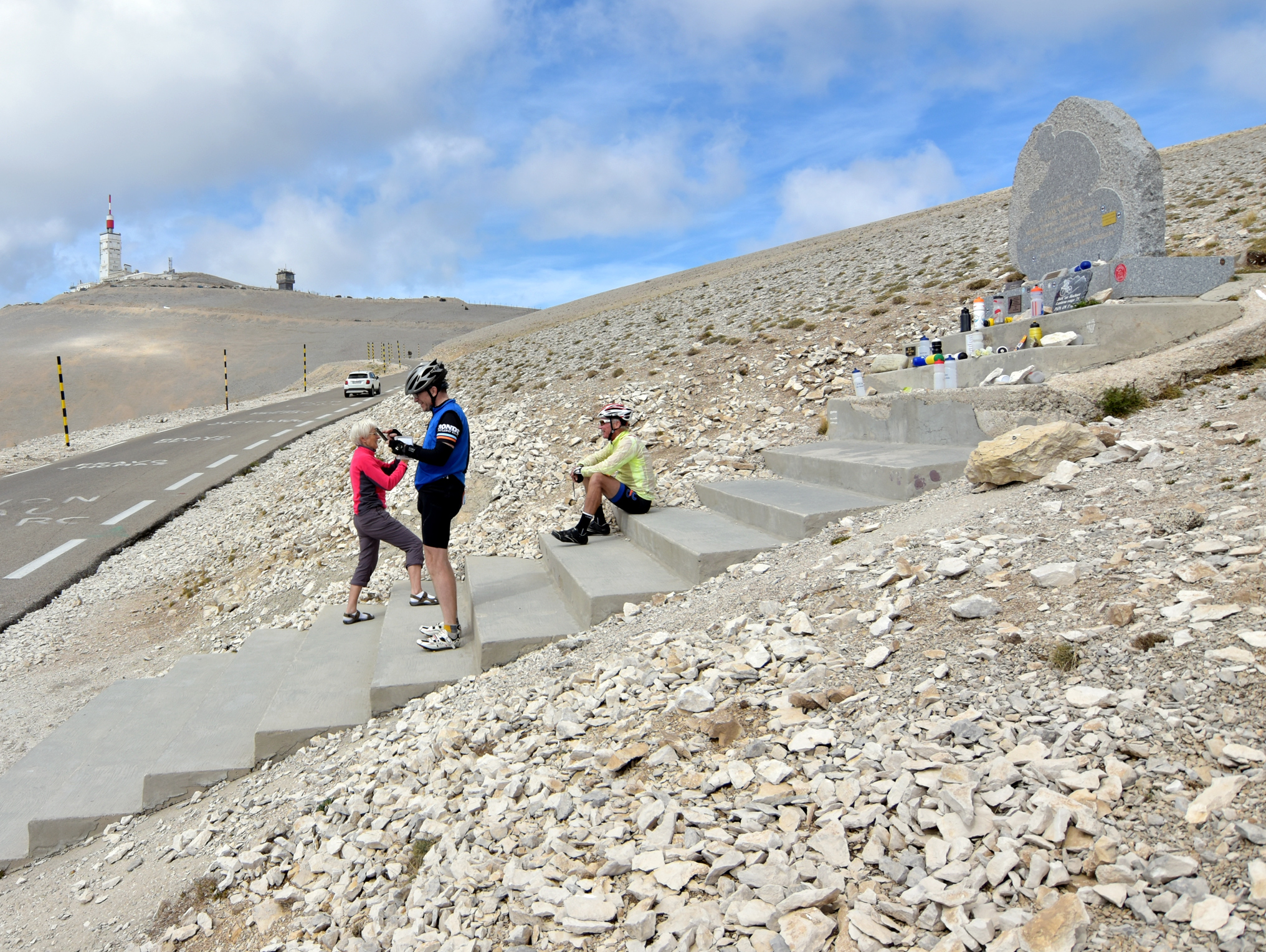
Il monumento a Tom Simpson sul Mont Ventoux

Al Tour de France 1967 parteciparono 130 corridori, dei quali 88 giunsero a Parigi. Vi presero parte tredici squadre nazionali di dieci ciclisti ciascuna, con due squadre francesi, due belghe, due italiane, due spagnole e una ciascuna per Germania Ovest, Regno Unito e Paesi Bassi, più una squadra mista svizzero-lussemburghese. In questa edizione del 1967 fu introdotto al Tour il prologo, una breve prova a cronometro individuale disputata all'inizio della gara.
Considerando come unità le semitappe, furono venticinque le frazioni. La sesta frazione fu l'unica vinta da Roger Pingeon, che nell'occasione conquistò anche la maglia gialla, poi mantenuta pure al termine delle due frazioni seguenti. Pingeon perse la leadership della classifica generale alla fine della nona frazione, a beneficio del connazionale Raymond Riotte. Tuttavia, Pingeon tornò leader già al termine della tappa seguente, non perdendo più la maglia gialla fino al traguardo di Parigi. Pingeon fu capoclassifica alla fine di diciannove frazioni su venticinque.
Tre furono i corridori che si aggiudicarono il maggior numero di frazioni (due ciascuno): il belga Guido Reybrouck e gli italiani Marino Basso e Felice Gimondi. Il Tour del 1967 venne funestato dal fatale collasso di Tom Simpson il 13 luglio sui pendii del Mont Ventoux. Oggi nei pressi dell'accaduto è posta una stele in memoria del corridore britannico, che nel 1965 a San Sebastián si era laureato Campione del Mondo nella prova in linea su strada.

## Classifiche finali

### Classifica generale - Maglia gialla
| Pos. | Corridore           | Squadra     | Tempo      |
| ---- | ------------------- | ----------- | ---------- |
| 1    | Roger Pingeon       | Francia     | 136h53'50" |
| 2    | Julio Jiménez       | Spagna      | a 3'40"    |
| 3    | Franco Balmamion    | Primavera   | a 7'23"    |
| 4    | Désiré Letort       | Bleuets     | a 8'18"    |
| 5    | Jan Janssen         | Paesi Bassi | a 9'47"    |
| 6    | Lucien Aimar        | Francia     | s.t.       |
| 7    | Felice Gimondi      | Italia      | a 10'14"   |
| 8    | Jozef Huysmans      | Belgio      | a 16'45"   |
| 9    | Raymond Poulidor    | Francia     | a 18'18"   |
| 10   | Fernando Manzaneque | Esparanza   | a 19'22"   |

### Classifica a punti - Maglia verde
| Pos. | Corridore            | Squadra     | Punti |
| ---- | -------------------- | ----------- | ----- |
| 1    | Jan Janssen          | Paesi Bassi | 154   |
| 2    | Guido Reybrouck      | Diables R.  | 119   |
| 3    | Georges Vandenberghe | Belgio      | 111   |
| 4    | Marino Basso         | Primavera   | 99    |
| 5    | Gerben Karstens      | Paesi Bassi | 96    |

### Classifica scalatori
| Pos. | Corridore        | Squadra   | Punti |
| ---- | ---------------- | --------- | ----- |
| 1    | Julio Jiménez    | Spagna    | 122   |
| 2    | Franco Balmamion | Primavera | 65    |
| 3    | Raymond Poulidor | Francia   | 54    |
| 4    | Felice Gimondi   | Italia    | 45    |
| 5    | Roger Pingeon    | Francia   | 44    |

### Classifica a squadre
| Pos. | Squadra           | Tempo      |
| ---- | ----------------- | ---------- |
| 1    | Francia           | 412h16'54" |
| 2    | Paesi Bassi       | a 38'05"   |
| 3    | Primavera         | a 43'49"   |
| 4    | Belgio            | a 54'15"   |
| 5    | Bleuets de France | a 55'26"   |